# 久米村 (愛媛県温泉郡)
久米村（くめむら）は愛媛県久米郡・温泉郡にあった村で、現在の松山市高井町、久米窪田町、来住町、鷹子町、南久米町、北久米町、福音寺町、南土居町に相当する。
農村であったが、東道後温泉の開湯により、温泉郷となる。
近年、宅地化が進んでいる。

## 沿革
- 1889年（明治22年）12月15日 - 町村制の施行により、高井村、窪田村、来住村、鷹子村、南久米村、北久米村、福音寺村、南土居村（一部）が合併して久米郡久米村が発足。
- 1893年（明治26年）5月7日 - 伊予鉄道久米駅開業。
- 1897年（明治30年）4月1日 - 所属郡を温泉郡に変更。
- 1906年（明治39年）3月23日 - 久米郵便局が開局[1]。
- 1914年（大正03年）
  - 4月 - 小野・久米・石井・浮穴・南吉井五ヶ村入山組合設立[2]。
  - 日尾八幡神社前-新立橋間の新道開通[3]。
- 1920年（大正09年） - 村役場および公会堂新築落成[2]。
- 1931年（昭和06年） - 日尾八幡神社前-小野川平井橋間の新道開通[3]。
- 1945年（昭和20年）3月頃 - 村内で軍用滑走路の建設開始（終戦により中止）[4]。
- 1951年（昭和26年）9月 - 久米公民館が開館[5]。
- 1955年（昭和30年）5月1日 - 松山市に編入。同日久米村廃止。

- 1956年（昭和31年）
  - 7月 - 久米地区で松山市との合併解消と分村を求める署名運動が始まる[注 1]。
  - 10月25日 - 松山市議会は久米地区の分離を承認。しかし愛媛県はこれを認めなかった[6]。
- 1958年（昭和33年）3月29日 - 分収金問題の調停成立により分離決議を白紙撤回[6]。

## 地理

### 河川
- 川附川
- 堀越川
- 小障子川
- 小野川
- 悪社川
- 内川

## 教育
- 久米村立久米小学校（閉村時）
- 久米村立久米中学校（閉村時）

## 交通

### 鉄道路線
- 伊予鉄道横河原線
久米駅

### 道路
- 讃岐街道

## 名所・旧跡
- 西林寺（四国霊場第四十八番札所）
- 浄土寺（四国霊場第四十九番札所）
- 日尾八幡神社（東道後神社）
- 軍ヶ森神社

## 出身・ゆかりのある人物
- 三輪田米山 - 日尾八幡神社神官、書家
- 三輪田元綱 - 米山の弟、勤皇家
- 仙波太郎 - 陸軍中将、衆議院議員